# 安哥拉飲食

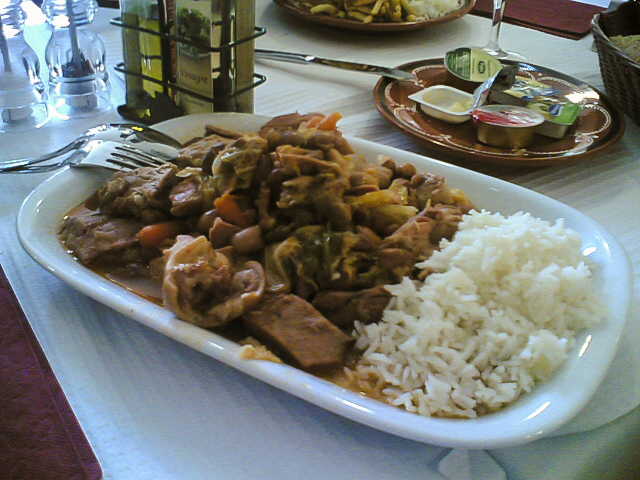
傳統葡萄牙料理「葡式豬肉」（feijoada à transmontana）

安哥拉的地理位置

安哥拉坐落於非洲中南部，曾為葡萄牙殖民地長達數世紀，故其飲食文化受葡萄牙影響甚深，也長期慣於從葡萄牙進口眾多葡式食材。

## 食材
安哥拉常見的主食有麵粉和「飯與豆」（葡萄牙語： 或 ），其他食材包括魚肉、雞肉、各式醬料，蔬菜則有番薯、番茄、洋蔥和秋葵。大蒜等香料也十分常見。

## 料理
安哥拉傳統主食是以木薯粉或玉米粉攪製而成的黏稠粥狀物，在中下階層家庭尤其普遍。安哥拉北部以木薯粉製成者為主，稱為「Funge」或「Funje」，呈現糊膠狀、帶灰色，常搭配魚肉、雞肉和豆類食用。玉米粉製成者則呈現黃色，和義大利玉米粥「波倫塔」很相似，稱為「Pirão」，主要見於安哥拉南部。

## 外部連結
- 维基共享资源上的相關多媒體資源：安哥拉飲食文化